# Leon B. Postigo
Leon B. Postigo è una municipalità di terza classe delle Filippine, situata nella Provincia di Zamboanga del Norte, nella regione della Penisola di Zamboanga.
Leon B. Postigo è formata da 18 baranggay:
- Bacungan (Pob.)
- Bogabongan
- Delusom
- Mangop
- Manil
- Mawal
- Midatag
- Morob
- Nasibac
- Rizon
- Santa Maria
- Sipacong
- Talinga
- Tinaplan
- Tiniguiban
- Tinuyop
- Tiogan
- Titik